# Jan Szostak (ur. 1957)
Jan Szostak (ur. 21 sierpnia 1957 w Iwaniskach) – polski samorządowiec, w latach 1998–2006 prezydent Ostrowca Świętokrzyskiego.

## Życiorys
Z wykształcenia ekonomista i politolog. Przez kilka lat do 2003 pełnił funkcję prezesa klubu piłkarskiego KSZO Ostrowiec Świętokrzyski.
W 1998 został przed radnych miejskich wybrany na urząd prezydenta Ostrowca Świętokrzystkiego. Jako kandydat Sojuszu Lewicy Demokratycznej w pierwszych bezpośrednich wyborach w 2002 z powodzeniem ubiegał się o reelekcję. Nie wystartował w kolejnych wyborach samorządowych. W 2010 ponownie kandydował na urząd prezydenta miasta (z własnego komitetu, jako bezpartyjny), przegrywając w drugiej turze. W 2015 kandydował do Sejmu z listy Zjednoczonej Lewicy (która nie uzyskała mandatów). W 2024 kandydował do sejmiku z ramienia Koalicji Obywatelskiej.
W 2000 otrzymał Złoty Krzyż Zasługi.